# Wallerstein
Wallerstein je obec v okrese Dunaj-Ries v Bavorsku v Německu, asi 70 km JZ od Norimberka.

## Pamětihodnosti
- Zámek Wallerstein z roku 1650, přestavěný 1804, sídlo rodu Oettingen-Wallerstein. Na zámku žili v letech 1775-1785 čeští hudebníci a skladatelé Josef Rejcha a Antonín Rejcha. V kapele knížat Oettingen-Wallersteinů působil též František Xaver Pokorný.
- Morový sloup z roku 1725
- Hradní skála, kde stával středověký hrad

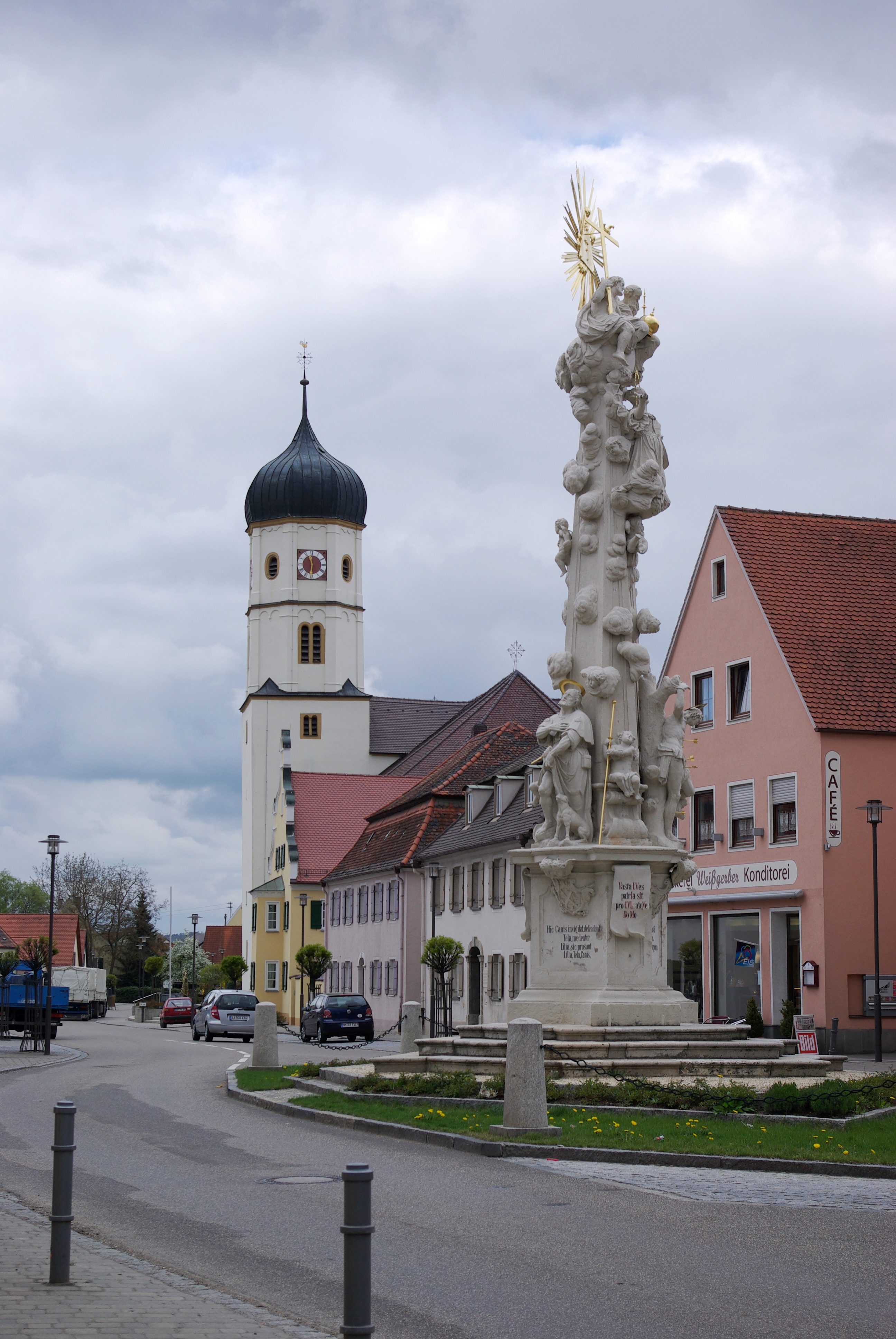
Wallerstein, kostel a morový sloup

- Židovský hřbitov